# 6603 Marycragg
6603 Marycragg eller 1990 KG är en asteroid i huvudbältet som upptäcktes 19 maj 1990 av den amerikanske astronomen Eleanor F. Helin vid Palomar-observatoriet. Den är uppkallad efter Mary A. Cragg.
Asteroiden har en diameter på ungefär 10 kilometer.